# My Mexican Bretzel
Pour plus de détails, voir Fiche technique et Distribution.
My Mexican Bretzel est un film espagnol réalisé par Nuria Giménez, sorti en 2019.

## Synopsis
Le film traverse l'histoire du XXe siècle à travers des images de Léon Barrett et des fragments du journal de Vivian Barrett.

## Fiche technique
- Titre : My Mexican Bretzel
- Réalisation : Nuria Giménez
- Scénario : Nuria Giménez
- Photographie : Frank A. Lorang et Ilse G. Ringier
- Montage : Cristóbal Fernández et Nuria Giménez
- Production : Alfonso Villanueva García (assistant producteur)
- Société de production : Avalon et Bretzel & Tequila
- Pays :  Espagne
- Genre : Documentaire
- Durée : 73 minutes
- Dates de sortie : 
  - Espagne : 11 décembre 2020 (festival international du film de Gijón), 18 novembre 2019

## Distinctions
Le film a été nommé pour deux prix Goya.